# Siegberg
Der Siegberg ist ein 307 m hoher Berg im Zentrum des Stadtgebiets von Siegen im deutschen Bundesland Nordrhein-Westfalen. Der Siegberg ist die Anhöhe der Stadt mit der ältesten urkundlich dokumentierten Siedlungsgeschichte. Die ältesten dort noch vorhandenen Siedlungsspuren stammen aus dem 10. Jahrhundert.

## Lage und Geschichte

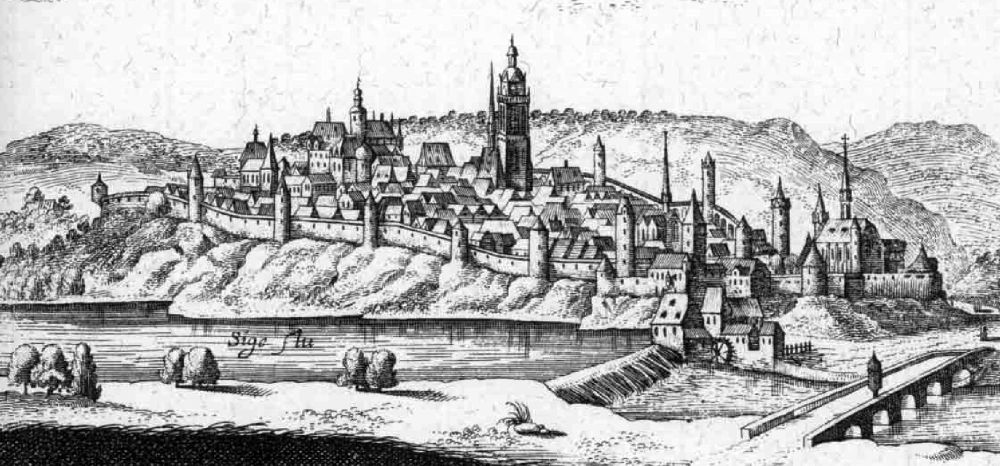
Siegen auf dem Siegberg – Stadtansicht von Nordwesten, Auszug aus der Topographia Hassiae 1655.

Der Berg ist mit der Oberstadt Siegens, dem ältesten erhalten gebliebenen Teil der Stadt bebaut und weist daher zahlreiche historische Bauten auf. Beispiele sind die auf dem westlichen Sporn des Siegbergs stehende Martinikirche (erste urkundliche Erwähnung im Jahr 1311) sowie das Obere und das Untere Schloss. Das Obere Schloss ist das ältere und geht auf eine mittelalterliche Höhenburg zurück, die 1259 erstmals erwähnt wurde. Seit 1905 ist hier das Siegerlandmuseum untergebracht. Seit 1489 existierte an der Stelle des Unteren Schlosses ein Kloster, bis 2011 befand sich im Gebäude eine Nebenstelle der JVA Attendorn. Seit 2013 nutzt die Universität Siegen das Gebäude. Unterhalb des Unteren Schlosses befand sich bis zum Umzug 2017 das Studio des regionalen Senders Radio Siegen. Umgeben war die Altstadt am Berg von einer massiven Mauer mit sechzehn Türmen und den drei Stadttoren Löhrtor, Kölner Tor und Marburger Tor, wobei die Stadt bergab nach Westen hin erbaut wurde und der Osthang des Siegberges erst unbebaut blieb.
Neben den Schlössern ist der Turm der Siegener Nikolaikirche mit dem Krönchen, dem Wahrzeichen Siegens, weithin sichtbar.
Diverse Stollengänge ziehen sich durch den Berg. Nennenswert ist die am südöstlichen Hang gelegene Grube Alte Silberkaute, die urkundlich zwischen 1859 und 1923 in Betrieb war, wahrscheinlich aber schon im 16. Jahrhundert bestand.

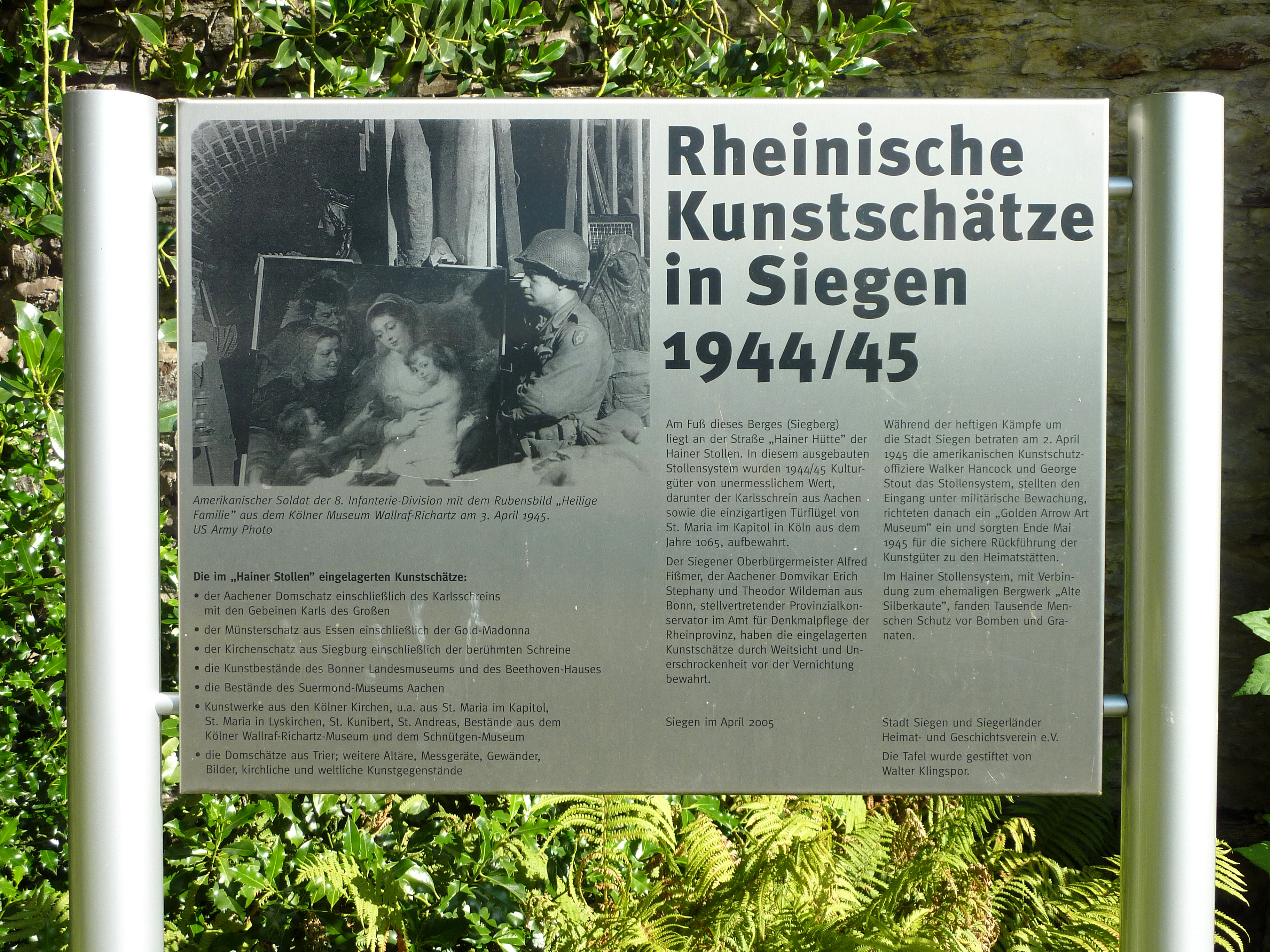
Infotafel im Schlosspark zum Hainer Stollen, von 1944 bis 1945 Bunker für hochrangige rheinische Kunstschätze

Besondere Aufmerksamkeit erhielt der Siegberg im Jahr 1945, am Ende des Zweiten Weltkriegs. In dem im Osthang des Berges befindlichen, seit 1941 zum Luftschutzbunker ausgebauten Bergwerksstollen Alte Silberkaute, auch als Hainer Stollen bekannt, hatten die nationalsozialistischen Machthaber ab Ende 1944 zahlreiche bedeutende Kunstschätze aus rheinischen Kirchen und Museen im Wert von 3 bis 4 Milliarden Goldmark eingelagert, um sie vor Bombenangriffen der Alliierten Streitkräfte in Sicherheit zu bringen. Zu den im Hainer Stollen zwischengelagerten Kunstgegenständen zählten unter anderem der Aachener Domschatz einschließlich des Karlsschreins mit den Gebeinen Karls des Großen, die Domschätze aus Trier sowie die Türflügel von St. Maria im Kapitol in Köln aus dem Jahr 1065. Die Kunstschätze wurden dort im April 1945 von US-Truppen entdeckt, unter Bewachung gestellt und im Mai 1945 zu ihren Heimstätten zurückgeführt. Eine im Park des Oberen Schlosses aufgestellte Infotafel erinnert an diesen Geschichtsabschnitt (siehe nebenstehendes Foto).